# Krsto Hegedušić
Krsto Hegedušić, hrvaški akademski slikar,  profesor in akademik, * 26. november 1901, † 7. april 1975.
Hegedušić je deloval kot akademski slikar in bil dopisni član Slovenske akademije znanosti in umetnosti (od 20. marca 1975).